# Štefan pri Trebnjem
Štefan pri Trebnjem je naselje u slovenskoj Općini Trebnju. Štefan pri Trebnjem se nalazi u pokrajini Dolenjskoj i statističkoj regiji Jugoistočnoj Sloveniji. 

## Stanovništvo
Prema popisu stanovništva iz 2002. godine naselje je imalo 146 stanovnika.